# Руда (Млавський повіт)
Руда (пол. Ruda) — село в Польщі, у гміні Дзежґово Млавського повіту Мазовецького воєводства.
Населення — 64 особи (2011).
У 1975—1998 роках село належало до Цехановського воєводства.

## Демографія
Демографічна структура станом на 31 березня 2011 року:
|          | Загалом | Допрацездатний вік | Працездатний вік | Постпрацездатний вік |
| -------- | ------- | ------------------ | ---------------- | -------------------- |
| Чоловіки | 33      | 7                  | 20               | 6                    |
| Жінки    | 31      | 5                  | 18               | 8                    |
| Разом    | 64      | 12                 | 38               | 14                   |